# Haverleij

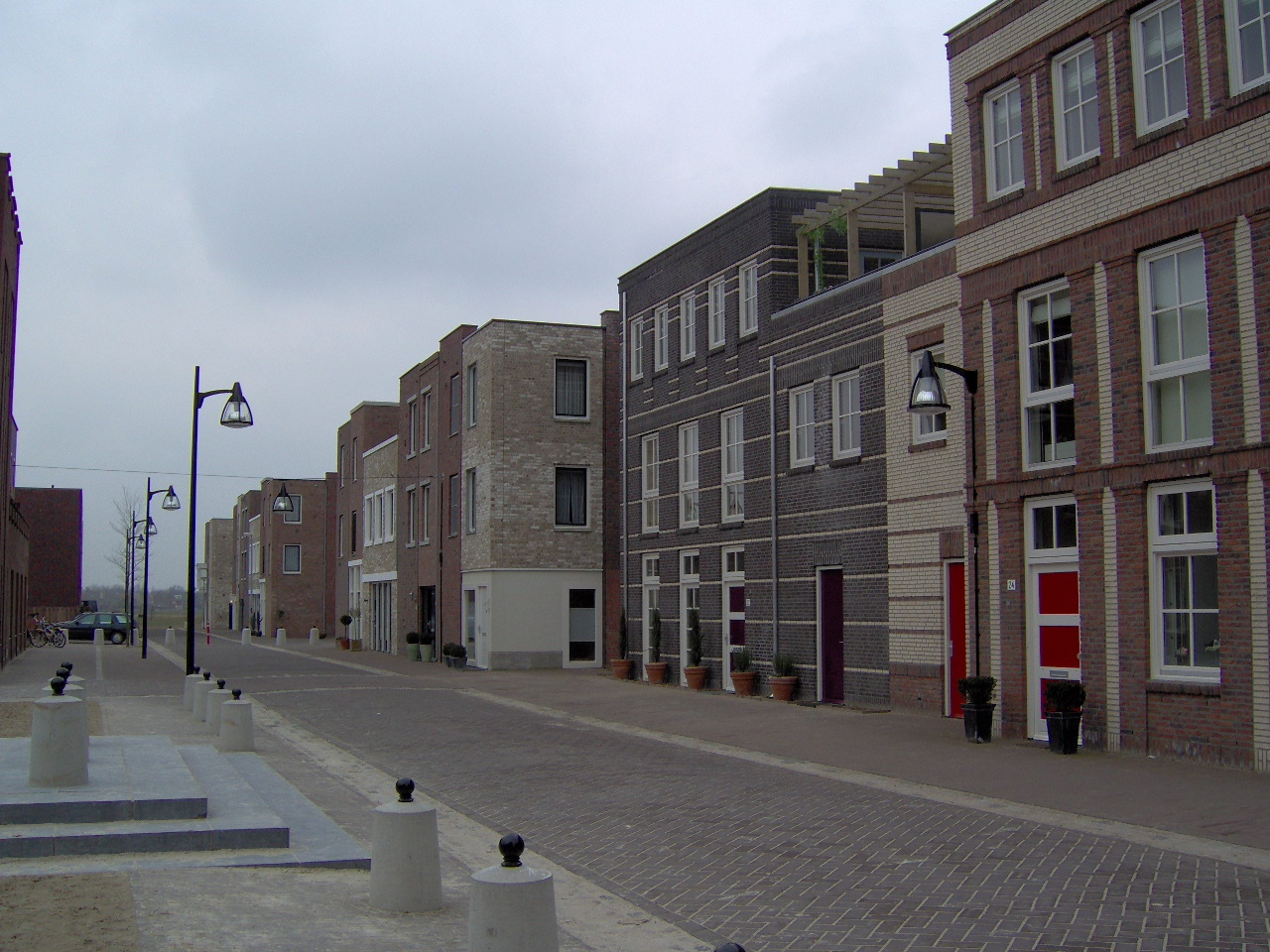
Schloss Haverleij

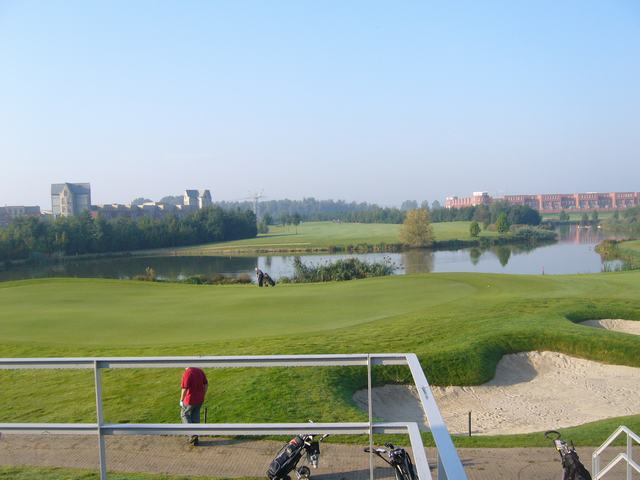
Golfplatz Haverleij im Hintergrund die schlossartigen Wohnanlagen

Haverleij ist eine Wohnanlage innerhalb eines Golf-Resorts auf einer Fläche von 181 Hektar. Sie liegt in der niederländischen Gemeinde ’s-Hertogenbosch, zwischen Engelen und Bokhoven. Der städtebauliche Entwurf stammt von Sjoerd Soeters und dem Landschaftsarchitekten Paul van Beek. Die Fertigstellung erfolgte 2011 nach 11-jähriger Bauzeit und bietet Platz für 3000 Einwohner. Die Wohnungen/Häuser wurden in dichter Bebauungsweise in 10 sogenannten Kastellen konzentriert, die den Eindruck moderner Burgen vermitteln und von 10 verschiedenen Architekten geplant wurden.
Der städtebauliche Entwurf für das größte der Kastelle, das Slot Haverleij, stammt vom Berliner Büro Krier Kohl, welche auch den größten Teil von dem „Schloss“ realisiert haben.